# Lophobius collium
Lophobius collium är en mångfotingart som först beskrevs av Ralph Vary Chamberlin 1902.  Lophobius collium ingår i släktet Lophobius och familjen stenkrypare. Inga underarter finns listade i Catalogue of Life.